# Mimetes hirtus
Mimetes hirtus är en tvåhjärtbladig växtart som först beskrevs av Carl von Linné, och fick sitt nu gällande namn av Richard Anthony Salisbury och Joseph Knight. Mimetes hirtus ingår i släktet Mimetes och familjen Proteaceae. Inga underarter finns listade i Catalogue of Life.